# Buje
Buje (en italien, Buie) est une ville et une municipalité située en Istrie et dans le comitat d'Istrie, en Croatie. Au recensement de 2011, la municipalité comptait 5 182 habitants .

## Histoire
Buje était connue comme la « sentinelle de l'Istrie » pour son site sur une colline située à 10 km de la mer Adriatique. Il commande toujours un excellent panorama. Buje a une riche histoire : des traces de vie dans la région remontent à la préhistoire. La ville s'est développée à partir d'une colonie romaine, puis vénitienne en une ville médiévale. Elle a fait partie de la république de Venise de 1358 à 1797 et a été une ville italienne de 1918 à 1945. Aujourd'hui, c'est un centre régional. Malgré son développement Buje a conservé de nombreuses caractéristiques typiques de différentes périodes historiques. Avec ses rues étroites et une place centrale, la vieille ville est un bel exemple d'architecture médiévale avec de fortes influences vénitiennes ainsi que le reste de la région.

## Localités
Depuis 2006, la municipalité de Buje compte 25 localités : 
| - Baredine - Bibali - Brdo - Brič - Buje - Buroli - Bužin - Gamboci - Kaldanija - Kanegra - Kaštel - Krasica - Kršete | - Kućibreg - Lozari - Marušići - Merišće - Momjan - Oskoruš - Plovanija - Sveta Marija na Krasu (en partie) - Škrile - Škudelini - Triban - Veli Mlin |

## Maire
| Législature | Nom                   | Parti(s) | Note  |
| ----------- | --------------------- | -------- | ----- |
| 2005-2009   | Lorella Limoncin-Toth | IDS      |       |
| 2009-2013   | Edi Andreašić         | IDS-SDP  | [ 2 ] |